# Rhodomantis
Genre
Rhodomantis est un genre d'insectes de l'ordre des Mantodea, de la famille des Mantidae (mantes). Il est originaire d'Australie.

## Dénomination
Le genre a été créé par Ermanno Giglio-Tos en 1917 pour y classer une unique espèce : Rhodomantis pulchella.

## Description
Les individus appartenant aux espèces du genre Rodomantis ont le corps présentant généralement des déclinaisons de bruns et de gris. Leur corps est moyennement allongé à très fortement allongé. La tête est plus large que haute. Les femelles de ce genre ont les ailes fortement atrophiées.

## Liste des espèces
- Rhodomantis disparilis Westwood, 1889 	- synonymes Rhodomantis pulchella Tepper, 1904[1],[2] ; Rhodomantis kimberleyensis Sjöstedt, 1918[1]
- Rhodomantis queenslandica Sjöstedt, 1918 	- synonymes Rhodomantis carinicollis Werner, 1933[1] ; Rhodomantis finoti Roy, 2001[1] ; Rhodomantis gracilis Tindale, 1923[1]
- Rhodomantis helenae Milledge, 2014[1]
- Rhodomantis kimberley Milledge, 2014[1]
- Rhodomantis macula Milledge, 2014[1]
- Rhodomantis microptera Milledge, 2014[1]
- Rhodomantis mitchell Milledge, 2014[1]
- Rhodomantis napier Milledge, 2014[1]
- Rhodomantis rentzi Milledge, 2014[1]